# Leningrad Cowboys
Los Leningrad Cowboys son un grupo finlandés de música rock y heavy metal, famosos por sus canciones humorísticas y sus conciertos junto con el Coro del Ejército Rojo.
La banda fue una invención del director de cine finlandés Aki Kaurismäki, apareciendo como una banda ficticia en su película de 1989 "Leningrad Cowboys Go America". La banda ficticia, así mismo, fue formada por exmiembros de una banda finlandesa real, the Sleepy Sleepers, junto con miembros adicionales. En la película, ellos son presentados por Nicky Tesco, líder y miembro fundador de la banda británica de punk rock, The Members.
Después de la película, la banda sigue por sí misma, grabando música, creando videos y realizando conciertos. Aparecen también en otras dos películas de Aki Kaurismäki, "the Leningrad Cowboys Meet Moses" (1994) y "the Total Balalaika Show" (1994), con una película de un concierto realizado por la banda y los 160 miembros del Coro del Ejército Rojo en Helsinki, Finlandia en junio de 1993. Kaurismäki a su vez escribió y dirigió dos videos presentando la banda: su cover de la banda de folk de los 60, "Those Were The Days" (1992) y "Thru The Wire (junto a Tesco)" (1992).
En 1994, la banda aparece junto con 70 miembros del Coro del Ejército Rojo en el 11th annual MTV Music Awards, en el Radio City Music Hall de Nueva York, donde ellos cantaron el clásico "Sweet Home Alabama". El show fue visto por aproximadamente 250 millones de personas en el mundo. Ese mismo año, la banda y acompañantes nuevamente unen fuerzas para el "NOKIA Balalaika Show", un concierto realizado en Berlín.
En 1996. sale a la venta el disco Go Space. Con temas épicos como Leningrad destacando como tributo poético y gran virtud musical, Little Green Men, Universal Fields y Matushka. Madurando su sonido al hard rock e inclusive heavy metal. 
En este momento, la banda tiene once Cowboys y dos Leningrad Ladies. Las canciones, todas influenciadas por el polka y el hard rock son realizadas en inglés y tienen como tema principal vodka, tractores, cohetes, y Genghis Khan, como el buen folclore ruso, baladas rock and roll y versiones de diversas bandas como The Beatles, Led Zeppelin, Modern Talking y Lynyrd Skynyrd, todas presentando toneladas de humor.

## Discografía
- 1917 - 1987 (1988)
- We Cum From Brooklyn (1992)
- Happy Together (1994)
- Go Space (1996)
- Mongolian Barbeque (1997)
- Terzo Mondo (2000)
- Zombie's Paradise (2006)
- Buena Vodka Social Club (2011)
- Merry Christmas (2013)

## Live Albums
- Live in Prowinzz (1992)
- Total Balalaika Show - Helsinki Concert (1993)
- Nokia Balalaika Show (1995)
- Global Balalaika Show (2003)

## Compilado
- Thank You Very Many - Greatest Hits & Rarities (1999)
- Go Wild (2000)
- Those Were the Days - The Best Of Leningrad Cowboys (2009)
- Those Were the Hits (2014)

## DVD Álbum
- Total Balalaika Show (1994)
- Leningrad Cowboys Go Classic (2001)
- Global Balalaika Show (2003)
- Total Balalaika Show / Go America / Meet Moses (2004)
- Aki Kaurismäki's Leningrad Cowboys (2011)

## EP
- L.A. Woman / Thru The Wire (1987)
- In The Ghetto / The Beast In Me (1987)
- Thru The Wire (Short Film) (1991)
- Those Were The Days (1991)
- Thru The Wire (1992)
- These Boots (1993)
- Nokia Balalaika Show (1994)
- Nokia Balalaika Show (1994)
- Vodka (1995)
- Where's The Moon (1996)
- Jupiter Calling (1996)
- Mongolian Barbeque (1997)
- Mardi Gras Ska (1999)
- Happy Being Miserable (2000)
- Monkey Groove (2000)
- Der Lachende Vagabund (2004)
- You're My Heart, You're My Soul (2006)
- 007 Villain Club by Swatch (2008)
- All We Need Is Love (2011)

## Soundtracks
- Leningrad Cowboys Go America (1989)

## Vídeo Musical
- Rocky VI (1986)
- Thru The Wire (1987)
- L.A. Woman (1988)
- Those Were The Days (1991)
- These Boots (1992)
- Jupiter Calling (1996)
- Leningrad (1996)
- Where's The Moon (1996)
- Happy Being Miserable (2000)
- You're My Heart, You're My Soul (2007)
- All We Need is Love (2011)
- Gimme Your Sushi (2011)
- Buena Vodka Social Club (2012)
- Machine Gun Blues (2012)
- Christmas in Hollis (2012)